# Ингибитор
Ингиби́торы (лат. inhibere «задерживать») — общее название веществ, подавляющих или задерживающих течение физиологических и физико-химических (главным образом ферментативных) процессов.
Вопреки распространённому мнению, ингибитор и катализатор не являются противоположными понятиями, так как ингибитор расходуется в ходе реакции.

## Описание
Действие ингибиторов характерно для каталитических и цепных реакций, протекающих с участием активных центров или частиц. Торможение или предотвращение реакции обусловлено тем, что ингибитор блокирует активные центры катализатора или реагирует с активными частицами с образованием малоактивных радикалов. Ингибитор вводится в систему в намного меньшей концентрации, чем концентрация реагентов.
В настоящее время ингибиторы широко используются в пищевой промышленности, предотвращая гидролиз жиров, реакции окисления и брожения.

## Примеры ингибиторов
Например, гидрохинон — ингибитор окисления бензальдегида; соединения технеция — ингибитор коррозии сталей; дифенилкетон — ингибитор полимеризации стирола; трихлорид азота — сильный ингибитор реакции хлора с водородом, одной тысячной доли процента достаточно для прекращения реакции.

## Ингибиторы коррозии металла
Особое практическое значение имеют ингибиторы коррозии металла. По современным представлениям, механизм действия ингибиторов коррозии имеет электрохимическую природу. Применительно к коррозии металла ингибитором называют вещество, которое, адсорбируясь на поверхности металла, делает её потенциал положительнее, тем самым замедляя процесс коррозии.
К ингибиторам также часто причисляют вещества, снижающие активность коррозионной среды или создающие на поверхности металла защитные плёнки, являющиеся продуктом взаимодействия ингибитора с раствором, металлом или продуктом его коррозии (кроющие ингибиторы).
Известно большое количество веществ, которые можно рассматривать в качестве ингибиторов коррозии. Наиболее чётко ингибиторное действие выражено у аминов, азотсодержащих гетероциклических соединений, тиолов, мочевины и тиомочевины, сульфидов, альдегидов и др.

## Ингибиторы в медицине
Ингибиторы органических реакций используются в качестве лекарств при лечении заболеваний человека и животных.
Например, ингибиторы нейраминидазы применяются при лечении гриппа.
Зидовудин — ингибитор обратной транскриптазы, который применяется при антиретровирусной терапии ВИЧ-инфекции.